# Megaselia obscuriventris
Megaselia obscuriventris är en tvåvingeart som beskrevs av Bridarolli 1951. Megaselia obscuriventris ingår i släktet Megaselia och familjen puckelflugor. Inga underarter finns listade i Catalogue of Life.